# Lutz Wadehn
Lutz Wadehn (Bremerhaven, 28 febbraio 1961) è un ex cestista tedesco.

## Carriera
Con la Germania Ovest ha disputato i Campionati mondiali del 1986 e quattro edizioni dei Campionati europei (1981, 1983, 1985, 1987).

## Palmarès
- Coppa di Germania: 1

Bayer Leverkusen: 1987